# Ivan Slanař
Ivan Slanař (* 11. ledna 1961, Kolín) je bývalý československý atlet, jehož specializací byl trojskok.

## Kariéra
V roce 1986 se zúčastnil evropského šampionátu ve Stuttgartu, kde skončil v kvalifikaci. O rok později zaznamenal větší úspěch na druhém ročníku MS v atletice v Římě, kde ve finále obsadil výkonem 16,69 m 10. místo. Na halovém ME 1988 v Budapešti končí na 7. místě. Nejlepšího mezinárodního výsledku dosáhl na letních olympijských hrách v jihokorejském Soulu, kde postoupil šestým nejlepším výkonem z kvalifikace. Ve finále měřil jeho nejdelší pokus z druhé série 16,75 m, což stačilo na konečné 7. místo. Toto umístění je jedním z nejlepších výsledků československého trojskoku na olympijských hrách. Lepšího výsledku dosáhl jen Martin Řehák na olympiádě v Melbourne v roce 1956, kde skončil pátý.
V roce 1989 se na halovém ME v nizozemském Haagu umístil na 8. místě (16,48 m). Bronz zde mj. tehdy vybojoval Milan Mikuláš za 16,93 m. Závodil za Sokol Kolín, atletiku Chrudim (tehdy Transporta Chrudim) a později za Duklu Praha.

## Osobní rekordy
- hala – 16,91 m – 24. ledna 1988, Praha
- venku – 17,25 m – 13. června 1987, Bratislava